# Nathalie Kelley
Nathalie Kelley (Lima, 3 de marzo de 1985) es una actriz de cine y televisión peruana. Es más conocida por interpretar el papel de Neela en The Fast and the Furious: Tokyo Drift en 2006.

## Biografía
Nathalie Kelley nació en Lima (Perú) y se fue a vivir a Australia a los dos años de edad, hija de madre peruana y padre argentino. Se crio en Sídney (Australia). Estudió interpretación en la North Sydney Girls High School, junto a actrices famosas como Nicole Kidman y Catherine Martin. Más tarde hizo cursos de verano en el Instituto Nacional de Arte Dramático (NIDA), siendo el actor Nick Bishop uno de sus profesores. También estudió ciencias políticas y relaciones internacionales en la Universidad de Nueva Gales del Sur.
Inició su carrera como actriz participando en el episodio piloto de la serie Mermaid, un spin off de Embrujadas, pero su debut en la gran pantalla fue en 2006, protagonizando The Fast and the Furious: Tokyo Drift, elegida por sus rasgos latinos; este trabajo le aportó gran fama mundial. Dos años más tarde, protagonizó Loaded junto a Jesse Metcalfe y Corey Large. 
En 2010 apareció en el videoclip de la canción «Just the Way You Are», de Bruno Mars, en el que interpreta a una joven a la que Mars intenta conquistar a través de su canción, en la que le explica por qué está enamorado de ella.
Nathalie Kelley también apareció en el vídeo musical Luna llena, de Baby Rasta & Gringo, junto al actor Yorgo Constantine, en el que encarna a una princesa vampiresa que se enamora de un lobo. En 2015, retomó su papel de Neela con un cameo en Furious 7, que se estrenó el 4 de abril de ese mismo año.
También apareció en la famosa serie The Vampire Diaries en la octava temporada, interpretando a una sirena llamada Sybil.
En 2017 tomó el papel de Cristal, en una nueva serie llamada Dynasty, en la que interpreta a una mujer venezolana que se casa con Blake Carrington, uno de los hombres más poderosos de Estados Unidos en la serie.
En 2020 protagonizó la adaptación estadounidense de la serie israelita The Baker and the Beauty, comedia romántica distribuida a través de Netflix en la que interpreta a una supermodelo que intenta mantener una relación amorosa con un panadero de Miami.

## Filmografía

### Cine
- (2006) The Fast and The Furious: Tokyo Drift - Neela
- (2008) Loaded - April
- (2011) Take Me Home Tonight - Beth
- (2011) Más profundo que el infierno - Lucía[4]
- (2012) The Man Who Shook the Hand of Vicente Fernández - Pretty Annie
- (2014) Infiltrators - Gin Cross
- (2015) Furious 7 (cameo) - Neela

### Televisión
- (2010) Lone Star - Sofía
- (2011) CSI Crime Scene Investigation - Monica Gimble
- (2011-2012) Body of Proof - Dani Álvarez
- (2014) Unreal - Grace
- (2014) The Temp Agency (miniserie) - Elisha
- (2016) The Vampire Diaries - Sybil
- (2017-2018) Dynasty - Celia Machado/Crystal Flores Carrington
- (2020)  The Baker & the Beauty  - Noa Hamilton

### Cortometrajes
- (2011) Losing Sam - Samantha
- (2014) With You - Aurelia

## Videoclips
- (2010) Just the Way You Are (videoclip de Bruno Mars)
- (2012) Luna llena (videoclip de Baby Rasta & Gringo) - Princesa vampiresa
- (2018) Song For You (videoclip de Rhye)